# GOBLEUプロジェクト

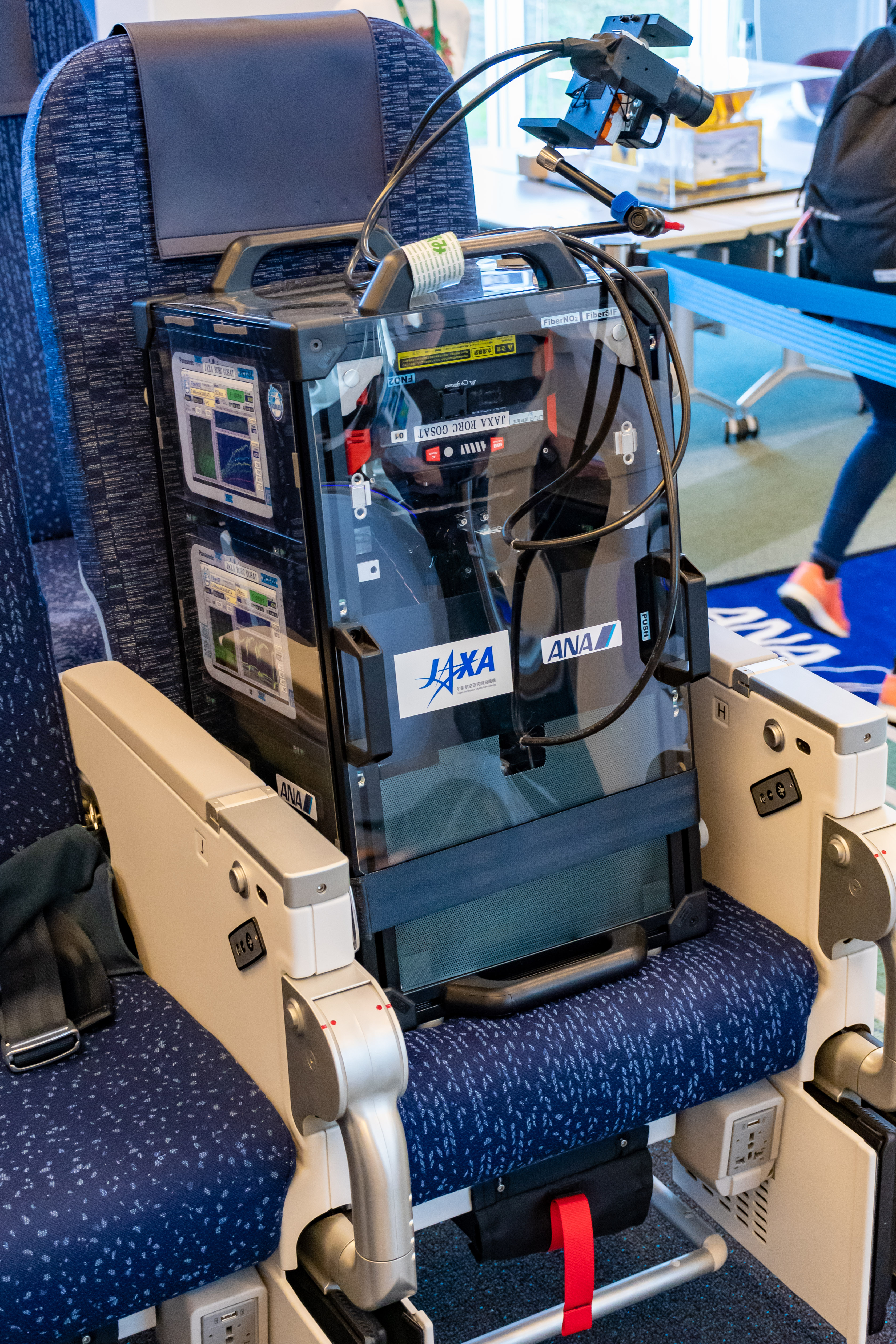
GOBLEUの観測機器（モックアップ）。民間機を改造せず、座席に搭載できる。

GOBLEUプロジェクト（ゴーブループロジェクト、英語: Greenhouse gas Observations of Biospheric and Local Emissions from the Upper sky）は、日本の宇宙航空研究開発機構（JAXA）と全日本空輸（ANA）が共同で実施するリモートセンシングの実証実験プロジェクト。

## 概要
JAXAが運用している人工衛星「いぶき」（GOSAT）の観測技術を応用した機器をANAが運航する民間旅客機に搭載する研究プロジェクトである。旅客機の改造を行わず、観測機器をそのまま定期便の座席に設置して、窓越しに光学機器を用いて都市域の大気成分等の分布を観測する。航空機から取得されたデータは「いぶき」等の衛星由来のデータと組み合わされ、温室効果ガスの排出量評価に用いられる。
大都市圏の上空を定期的に往復する民間定期便を利用することにより、研究用フライトよりも低コストで観測が行えるというメリットがある。

## 観測機器

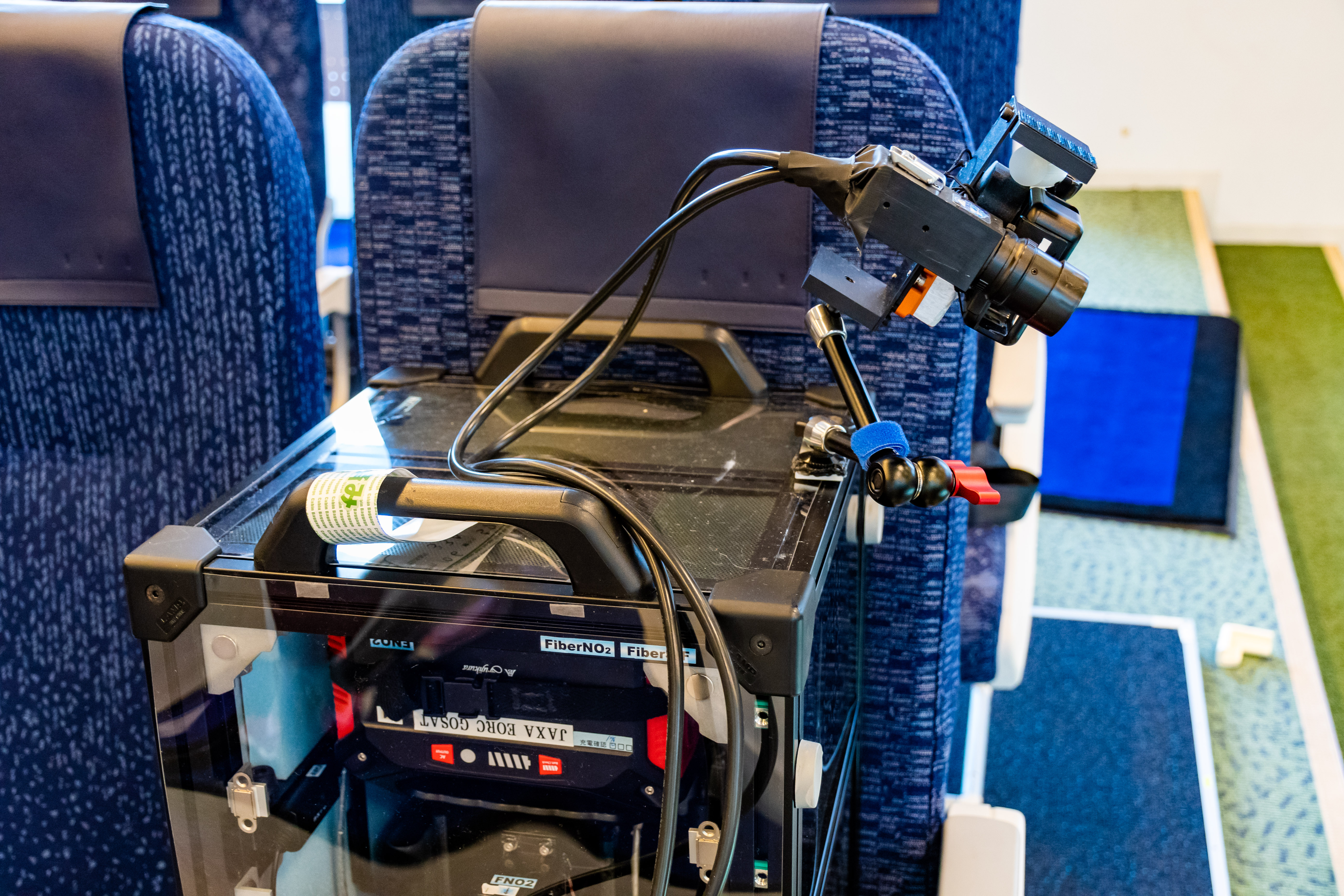
FiberNO_{2}とFiberSIFのカメラ部分

データは公式サイトによるもの。毎回全ての機器が搭載されるわけではなく、フライトによっては一部の機器のみが搭載されることもある。
- μNO2-Ⅰ
  - ピクセル数:1936x1216
  - 視野（FOV）:31.1度
  - 波長:350～610 nm
- μNO2-Ⅱ
  - ピクセル数:1936x1216
  - 視野（FOV）:26.5度
  - 波長:250～500 nm
- FiberNO2
  - ピクセル数:2048x2048
  - 視野（FOV）:30.5度
  - 波長:420～490 nm
- FiberGHG
  - ピクセル数:512x640
  - 視野（FOV）:30.5度
  - 波長:1560～1670 nm
- FiberSIF
  - ピクセル数:2048x2048
  - 視野（FOV）:30.5度
  - 波長:670～775 nm

## 観測実績のある路線と機種
2022年11月現在。
- 東京（羽田） - 稚内（B737-800、A321、A321neo）
- 東京（羽田） - 札幌（新千歳）（B777-200）
- 東京（羽田） - 福岡（B767-300、B787-8、A321neo）
- 東京（羽田） - 長崎（A321）